# Gboko
Gboko és una ciutat de l'estat de Benue, a Nigèria, amb un ràpid creixement. El nom Gboko també correspon a una Àrea de Govern Local (LGA) de l'estat de Benue. La població de la LGA està per damunt dels 400.000 habitants, majoritàriament tivs (361.325 habitants el 2006, 419.800 habitants el 2011).
La ciutat és la capital tradicional dels tivs i hi té la residència oficial el Tor Tiv (rei tiv), que és el governant tradicional dels tivs que habiten als estats de Benue, Taraba, Plateau, Nasarawa i Enugu. Gboko fou també la seu de la Tiv Native Authority.
Gboko és anomenada Gboko-yuhwa, que significa 'ciutat pesada', per causa de l'actitud rebel de les seves joventuts. La ciutat també s'anomena a vegades G-Town.